# پرده (نمایش)

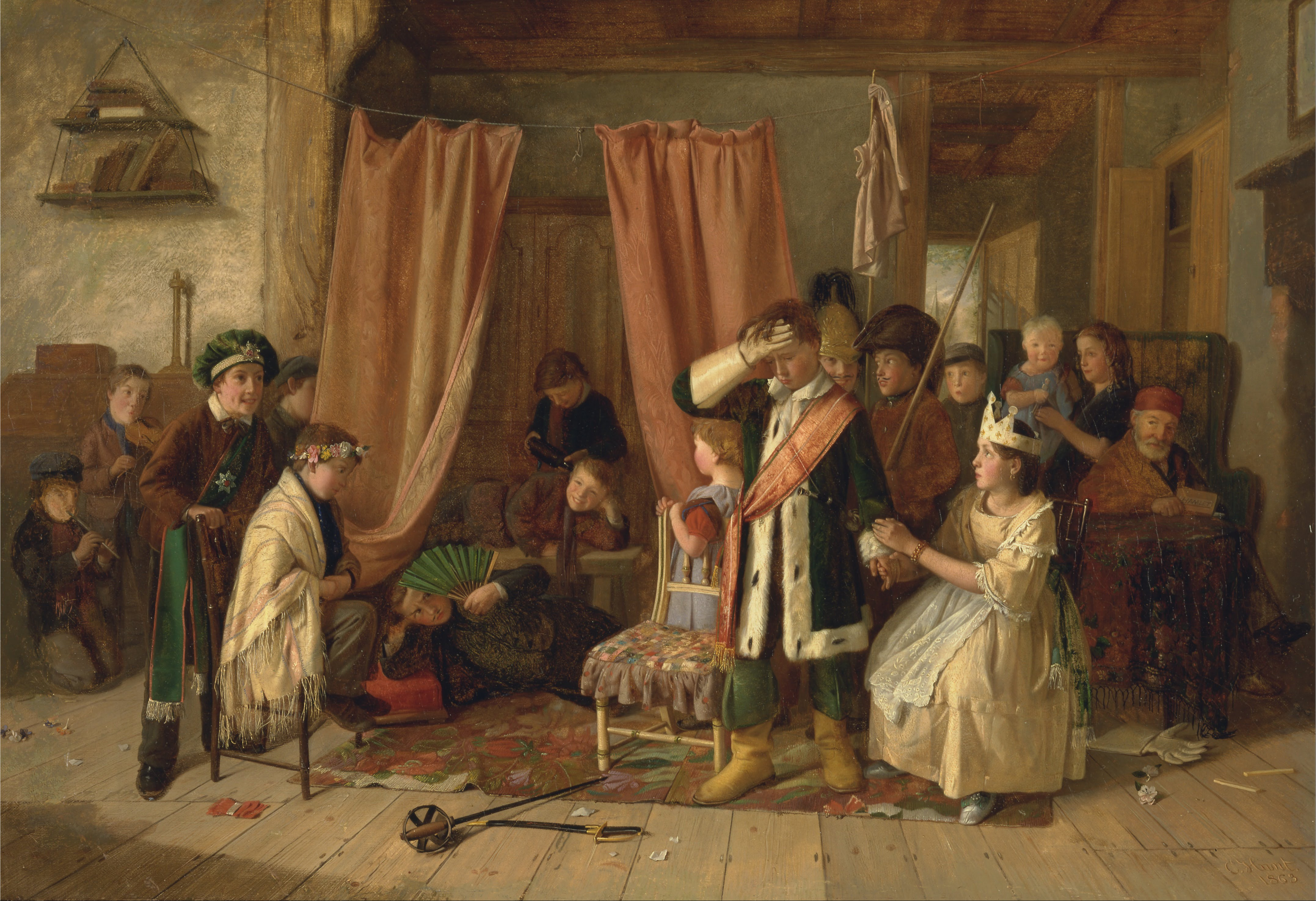
پرده (نمایش)

پرده (به انگلیسی: Act) به هر یک از بخش‌های نمایش (تئاتر، اپرا و …) می‌گویند. یک نمایش ممکن است شامل یک تا پنج پرده باشد. زمان معمول برای یک پرده در حدود ۳۰ تا ۹۰ دقیقه است که ممکن است به کوتاهی ۱۰ دقیقه هم برسد.
هر پرده ممکن است به اجزای کوچک‌تری به نام صحنه (معادل فارسی واژه Scene) تقسیم شود. 